# Lisa Joy
Lisa Joy es una guionista, directora y productora de televisión estadounidense. Es la cocreadora y productora ejecutiva de la serie de HBO Westworld. Su trabajo también incluye escribir para la serie de televisión Burn Notice (para la cual también fue coproductora) y Pushing Daisies. Lisa Joy recibió una nominación al Emmy por Westworld en julio de 2017.

## Vida personal
Lisa Joy se crio en Nueva Jersey. Su padre es inglés y su madre taiwanesa.
Antes de su carrera en el mundo del entretenimiento, Joy estuvo de juez en California. Se graduó en la  Escuela de Derecho Harvard. Antes de ir a la universidad, Joy trabajó como consultora en McKinsey & Company en Los Ángeles después de graduarse en la Universidad de Stanford. Joy se casó con el guionista Jonathan Nolan, el hermano menor del director Christopher Nolan. Se conocieron en el estreno de la película del director, Memento.
Joy y Nolan tienen dos hijos, una niña y un niño.

## Filmografía
| Año  | Título          | Acreditada como | Acreditada como | Acreditada como | Notas                             |
| Año  | Título          | Directora       | Guionista       | Productora      | Notas                             |
| ---- | --------------- | --------------- | --------------- | --------------- | --------------------------------- |
| 2008 | Pushing Daisies | No              | Sí              | No              |                                   |
| 2009 | Burn Notice     | No              | Sí              | Sí              |                                   |
| 2016 | Westworld       | Sí              | Sí              | Sí              | Cocreadora y productora ejecutiva |
| 2021 | Reminiscencia   | Sí              | Sí              | Sí              |                                   |
| 2022 | The Peripheral  | No              | No              | Sí              | Productora ejecutiva              |
| 2024 | Fallout         | No              | Sí              | Sí              |                                   |